# Niederviehbach
Niederviehbach er en kommune i i Landkreis Dingolfing-Landau i Niederbayern i den tyske delstat Bayern, med knap 2.500 indbyggere.

## Geografi
Niederviehbach ligger i Region Landshut. Niederviehbach ligger i langs Viehbachdalen og lidt i Isardalen.
I kommunen ligger landsbyerne Niederviehbach og Oberviehbach.

## Historie
Niederviehbach hørte til Kloster Niederviehbach. Kommunen var en del af Kurfyrstendømmet Bayern, men udgjorde en lukket Hofmark. I 1818 dannedes den nuværende kommune. I 1847 overtog Dominikanernonner Klosterbygningerne og indrettede et pigepensionat, der i dag er videreført som St. Maria Realskolen.